# Merrimac (Wisconsin)
Merrimac é uma vila localizada no estado norte-americano de Wisconsin, no Condado de Sauk.

## Demografia
Segundo o censo norte-americano de 2000, a sua população era de 416 habitantes.
Em 2006, foi estimada uma população de 427, um aumento de 11 (2.6%).

## Geografia
De acordo com o United States Census Bureau tem uma área de
3,7 km², dos quais 2,0 km² cobertos por terra e 1,7 km² cobertos por água.

## Localidades na vizinhança
O diagrama seguinte representa as localidades num raio de 16 km ao redor de Merrimac.